# Rödmossamyran
Rödmossamyran är ett naturreservat i Norsjö kommun i Västerbottens län.
Området är naturskyddat sedan 2014 och är 129 hektar stort. Reservatet omfattar myrmarker som genomkorsas av Braxenån. Här finns också gammal granskog.